# شهرستان اکساکاوو
شهرداری اکساکاوو (به لاتین: Aksakovo Municipality) یک شهرداری در بلغارستان است که در استان وارنا واقع شده‌است.

## خصوصیات
اکساکاوو ۴۷۲ کیلومترمربع مساحت و ۲۱٬۹۱۹ نفر جمعیت دارد.